# إيدي كارلو دياس مارتشال اسا
إيدي كارلو دياس مارتشال اسا (بالبرتغالية: Edi Andradina‏) (13 سبتمبر 1974 في بلدية أندرادينا في البرازيل – )؛ هو لاعب كرة قدم سابق كان يلعب كمهاجم.

## وصلات خارجية
- إيدي كارلو دياس مارتشال اسا على موقع رابطة كرة القدم اليابانية للمحترفين (اليابانية)
- إيدي كارلو دياس مارتشال اسا على موقع قاعدة بيانات كرة القدم.إي يو (الإنجليزية)
- إيدي كارلو دياس مارتشال اسا على موقع Soccerway.com (الإنجليزية)
- إيدي كارلو دياس مارتشال اسا على موقع عالم كرة القدم.نت (الإنجليزية)